# Petorca
Petorca är en kommun i Chile.   Den ligger i provinsen Petorca Province och regionen Región de Valparaíso, i den centrala delen av landet, 140 km norr om huvudstaden Santiago de Chile.
Omgivningarna runt Petorca är i huvudsak ett öppet busklandskap. Runt Petorca är det glesbefolkat, med 11 invånare per kvadratkilometer.